# L'arrière-train sifflera trois fois
Pour plus de détails, voir Fiche technique et Distribution.
L'arrière-train sifflera trois fois est un western érotique français réalisé par Jean-Marie Pallardy et sorti en 1974. Le titre est inspiré du western Le train sifflera trois fois sorti en 1952. Le film est classé « X » à sa sortie avant d'être requalifié d'érotique en 1982.

## Synopsis
Le film est une farce érotique qui se déroule au XIXe siècle aux États-Unis et conte les aventures d'un patron de saloon nommé John Kayket (Keykett) (Jean-Marie Pallardy), de la prostituée Lulu (Alice Arno), et de l'institutrice Lucky Lucky (Willeke van Ammelrooy).

## Fiche technique
- Titre : L'arrière-train sifflera trois fois
- Titre alternatif : Lucky Lucky et les Daltines (version comprenant des inserts hard)
- Réalisation : Jean-Marie Pallardy
- Scénario : Jean-Marie Pallardy
- Musique : Paul de Senneville, Olivier Toussaint, Eddie Warner
- Photographie : Jean-Paul Pradier
- Pays d'origine :  France
- Durée : 110 min
- Date de sortie : France, 9 août 1978

## Distribution
- Jean-Marie Pallardy : John Kayket
- Willeke van Ammelrooy : Lucky Lucky
- Jean Luisi : Billie Le Kid
- Véra Valmont : Maureen O'Lala
- Alice Arno : Calamity Jane/Gilda
- Patricia Mionnet (comme Patricia Monet) : Lulu
- Gilda Arancio : Sabine
- Ed : Sheriff Pat Garfess
- Arry : shérif adjoint
- Martine Azencot (comme Martine Azenko)
- Les Bluebell Girls
- Roy : Juge Roy O'Lee
- Gilbert Servien
- Jean-Claude Strömme
- Joëlle Cœur (non crédité)
- Jacques Insermini (non crédité)
- Liliane Lemieuvre (non crédité)
- Guy Maria (non crédité)
- Barbara Moose (non crédité)
- Charlie Schreiner (non crédité)
- Evelyne Scott (non crédité)
- Mamie Black: Antigone Roux

## Accueil
Le film n'est généralement connu que par le jeu de mots de son titre, mais est assez apprécié par la communauté des amateurs de nanars. 
Les éditions Le Chat qui fume ont sorti en 2008 une version en DVD entièrement remastérisée.